# Deprea subtriflora
Deprea subtriflora là loài thực vật có hoa trong họ Cà. Loài này được (Ruiz & Pav.) D'Arcy mô tả khoa học đầu tiên năm 1993.